# Исаков, Иван Фёдорович
Иван Фёдорович Исаков — советский хозяйственный деятель, Герой Социалистического Труда.

## Биография
Родился в 1937 году на территории современной Рязанской области. Член КПСС.
В 1955—1958 годах — военнослужащий Советской армии.
В 1958—1991 годах — столяр на различных промышленных предприятиях Москвы, бригадир столяров деревообрабатывающего комбината № 3 Главмоспромстройматериалов.
Указом Президиума Верховного Совета СССР от 16 июля 1980 года присвоено звание Героя Социалистического Труда с вручением ордена Ленина и золотой медали «Серп и Молот».
Делегат XXVI съезда КПСС.
Живёт в Москве.

## Награды и звания
- Герой Социалистического Труда (16.07.1980)
- Орден Ленина (16.07.1980)
- Орден Трудового Красного Знамени (12.05.1977)
- Орден Знак Почёта (11.03.1974)